# Robin Duvillard
Robin Duvillard (Grenoble, 22 de diciembre de 1983) es un deportista francés que compitió en esquí de fondo. 
Participó en dos Juegos Olímpicos de Invierno, entre los años 2010 y 2014, obteniendo una medalla de bronce en Sochi 2014, en la prueba de relevo (junto con Jean-Marc Gaillard, Maurice Manificat e Ivan Perrillat-Boiteux). Ganó una medalla de bronce en el Campeonato Mundial de Esquí Nórdico de 2015, en la misma prueba.

## Palmarés internacional
| Juegos Olímpicos   | Juegos Olímpicos | Juegos Olímpicos  | Juegos Olímpicos |
| Año                | Lugar            | Medalla           | Prueba           |
| ------------------ | ---------------- | ----------------- | ---------------- |
| 2014               | Sochi (Rusia)    | Medalla de bronce | Relevo 4 × 10 km |
| Campeonato Mundial |                  |                   |                  |
| Año                | Lugar            | Medalla           | Prueba           |
| 2015               | Falun (Suecia)   | Medalla de bronce | Relevo 4 × 10 km |